# Oskar van Hattum
Oskar Takoda van Hattum (* 14. April 2002 in Auckland) ist ein neuseeländischer Fußballspieler.

## Karriere

### Verein
Anfang 2019 rückte van Hattum in die Reservemannschaft von Wellington Phoenix auf, bei dem er bereits schon Anfang Dezember 2018 in der NZ Premiership debütierte. Nach dem Ende der Franchise-Liga wechselte er zu Lower Hutt City, mit denen er nun in der Central League spielte. In seinen 16 Partien hier erzielte er sechs Treffer. Zur Championship-Runde der National League ging er zurück nach Wellington, wo er zwar in den ersten drei Spielen alle Tore der Mannschaft erzielte, mit dieser jedoch keinen einzigen Punktgewinn feiern konnte. Anschließend schloss er sich im selben Jahr der ersten Mannschaft an, bei welcher er bei einer 1:2-Niederlage gegen den Sydney FC am 19. Dezember 2021 sein Liga-Debüt gab, als er zur 76. Minute für David Ball eingewechselt wurde. In den nächsten Jahren kam er immer wieder als Ergänzungsspieler zum Einsatz und wirkte in ein paar Partien der National League Championship Ende November 2022 mit. Beginnend mit der Saison 2023/24 bekam er häufiger Einsätze und half auch bei ein paar Spielen der Reserve aus.

### Nationalmannschaft
Mit der neuseeländischen U17 nahm van Hattum an der Ozeanienmeisterschaft 2018 teil, welche er mit seiner Mannschaft gewann und selbst drei Treffer erzielte sowie fünf Vorlagen gab. Nach weiteren Freundschaftsspieleinsätzen war er auch bei der Weltmeisterschaft 2019 dabei und schied hier mit seiner Mannschaft nach der Gruppenphase aus. Ab März 2023 war er auch in der U23 aktiv, mit welcher auch an dem Qualifikationsturnier für die Olympischen Spiele 2024 in Paris teilnahm. Dort gewann er mit seiner Mannschaft das Turnier und erzielte zwei Tore.
Im Sommer 2024 folgte die Nominierung für den Kader der A-Nationalmannschaft bei der Ozeanienmeisterschaft 2024, bei welcher er im ersten Gruppenspiel zur 76. Minute für Elijah Just eingewechselt wurde. Auch im zweiten Gruppenspiel kam er kurz vor Ende ins Spiel. Am Ende gewann sein Team den Titel des Ozeanienmeisters. Danach wurde er für den Olympiakader nominiert, bei dem Turnier kam er für sein Team beim 2:1-Auftaktsieg über Guinea in der 77. Minute für Jay Herdman erstmalig zum Einsatz.

## Privates
Oskar van Hattums Onkel ist der ehemalige Fußballnationaltorhüter Frank van Hattum.